# 時段

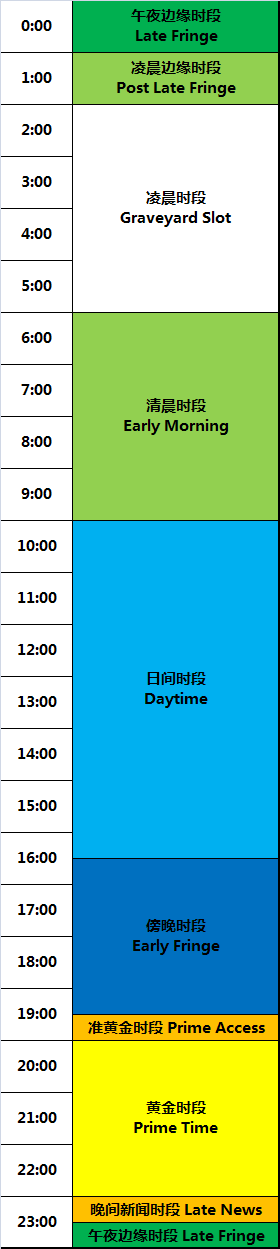
以美國工作日為代表的電視時段劃分，表格中採用的是美東時間。

時段（Dayparts）指的是在電臺、電視臺等廣播機構的節目安排中，將一天劃分成不同的部份，在不同的時段裡播送不同類型的電視節目或電臺節目。在電視時段安排中，某個時段的電視節目往往是針對該時段特定收視群體，或什麼樣的群體會在哪個時段收看電視。

## 電臺時段
尼爾森電臺市場調研機構將美國的一個工作日劃分為五個時段：上班時段（清晨6點至上午10點）；午間時段（上午10點至下午3點）；下班時段（下午3點至晚上7點）；晚間時段（晚上7點至午夜）和凌晨時段（午夜至隔日上午6點）。
在美國，電臺聯播機制大約在20世紀90年代基本確立起來，時段也成為各大電臺聯播網用於審查節目。例如，如果某首歌曲被認為不適合兒童收聽的話，那麼這首歌曲只會被安排在深夜時段等孩子們熟睡的時段播出。即使在今天，美國聯邦通訊委員會依然要求某些較粗魯的節目只允許在當地時間晚上10點到次日清晨6點這個時段播出。
上下班時段基本與每日的交通高峰時段相符合，而這個時段也被認為是每日收聽電臺最高的時段。因為在這個時代，車載廣播和節目電波是無處不在的。大多數電臺（尤其是脫口秀臺或音樂台）都至少擁有一到兩個上下班時段用於編排節目。午間時段（或被稱為“工作時段”）則是一個收聽率相對較低的時段，一般的聯播網都會在這個時候播送一些不大受歡迎的聯播節目。而且這個時段絕大部份聯播網採用的是錄音節目播出。但是對於音樂台來說，這個時段則需要小心翼翼安排節目的播出，尤其是不要出現重複播送同一首歌曲。因為音樂台會在這個時段宣稱“早九晚五無重複音樂聯播”等口號來吸引聽眾。這個時段播送的音樂類型也是最廣泛的，除了受歡迎的流行樂、搖滾樂和鄉村樂外，諸如爵士樂、福音樂也會安排在這個時段播出。晚間時段則是各大電臺節目製作辛迪加力爭的收聽時段，各大流行節目紛紛在這個時段登場。凌晨時段也是採用非直播性質的節目播送，不過某些特殊節目（例如：《咫尺天涯調幅廣播》、紅眼廣播網、《美國農場播報》）還是會保持直播狀態。到了週末，音樂電臺往往是不分時段地轉播辛迪加節目，但是按照慣例，週六晚間將是由辛迪加主持人和本地主持人聯合主持。這個慣例在懷舊音樂電臺和鄉村音樂電臺尤為明顯。脫口秀電臺則是播送聯播網節目或其他預定節目。宗教電臺則往往是在週日上午播音。

## 電視時段
和廣播節目的安排一樣，電視節目的安排也是遵從時段的劃分，只不過電視時段比廣播時段的時間點要模糊許多。在大多數國家，每天七點到十點為早餐電視節目時段。這個時段播出的節目大多是生活資訊類及娛樂類節目，例如各大電視網會在這個時段推出針對家庭婦女而推出的一些輕度新聞、美食和生活資訊等。而在二十世紀70年代之前，一些兒童節目也會在這個時段播出；但是隨著上學時間的提前，因而兒童節目已經退出了這個時段。而在早餐電視時段之後就是日間電視時段，這個時段主要針對的收視觀眾是女性（特別在校女大學生）、老年人和家庭婦女，播出的節目也以肥皂劇、小報式談話節目、法庭節目和遊戲節目（該類型曾在1990年代大行其道而目前已式微）為主。在美國及加拿大，一些當地新聞台也會在這個時段播出他們的午間新聞節目。

## 時段表
| 工作日電視時段                                                                                         | 工作日電視時段                                                                                         | 美國（美東時間）   | 英國（格林尼治標準時間） | 澳大利亞（澳洲東部時間） |
| --- | --- | ------------------ | ------------------------ | ------------------------ |
| 清晨時段 （通常播送早間新聞）                                                                          | 4:00 AM - 7:00 AM                                                                                      | 5.30 AM - 6:00 AM  | 3:00 AM - 6:00 AM        |                          |
| 早餐時段 （通常播送上午或早餐節目）                                                                    | 7:00 AM – 9:00 AM                                                                                      | 6:00 AM – 9:25 AM  | 6:00 AM – 9:00 AM        |                          |
| 日間時段 （通常播送日間遊戲節目、日間脫口秀、肥皂劇等）                                                | |                    |                          |                          |
| 午間時段                                                                                               | 9:00 AM - 5:00 PM                                                                                      | 9:25 AM – 1:00 PM  | 9:00 AM – 11:00 AM       |                          |
| 下午時段                                                                                               | 9:00 AM - 5:00 PM                                                                                      | 1:00 PM – 6:00 PM  | 12:00 PM – 6:00 PM       |                          |
| 旗艦新聞時段                                                                                           | 旗艦新聞時段                                                                                           | 6:30 PM – 7:00 PM  | 6:00 PM – 7:00 PM        | 6:00 PM – 7:00 PM        |
| 晚間時段                                                                                               | 晚間時段                                                                                               | 7:00 PM - 8:00 PM  | 6:00 PM – 7:00 PM        | 6:00 PM – 7:00 PM        |
| 黃金時段                                                                                               | 黃金時段                                                                                               | 8:00 PM – 11:00 PM | 7:00 PM – 10:00 PM       | 7:00 PM或更早            |
| 晚間時段                                                                                               | 晚間時段                                                                                               | 11:35 PM – 2:00 AM | 10:00 PM ~ 不確定        | 直至1:00 AM              |
| 凌晨時段 （在美國該時段主要播送購物節目； 在英國則主要播送滾動新聞或圖文電視服務（主要為航運服務）。） | 凌晨時段 （在美國該時段主要播送購物節目； 在英國則主要播送滾動新聞或圖文電視服務（主要為航運服務）。） | 2:00 AM - 4:00 AM  | 不確定 ~ 5:30 AM         | 1:00 AM - 3:00 AM        |